# Kleinbeeld

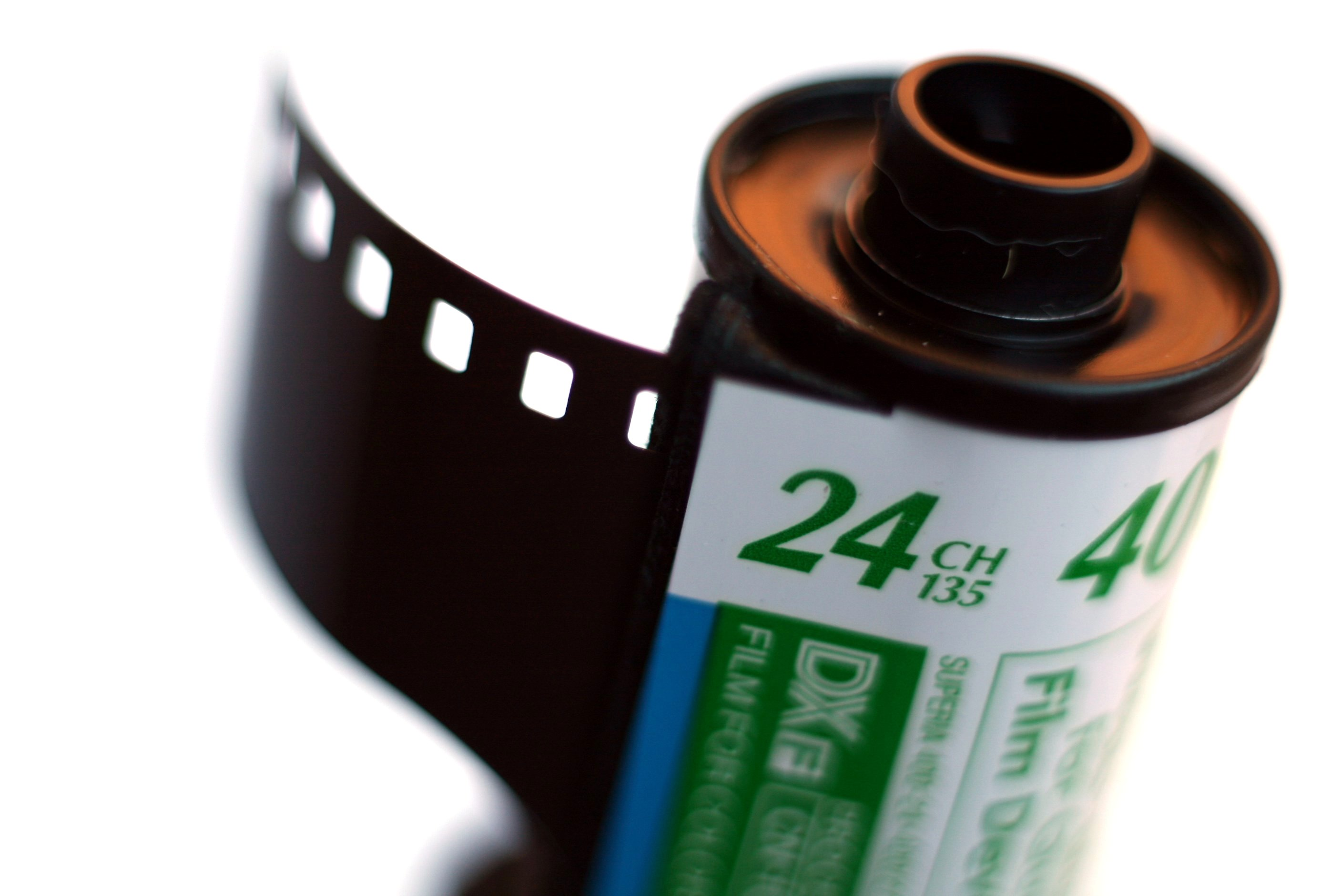
Kleinbeeldfilm in cassette

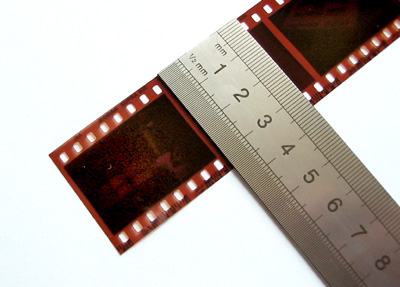
135-film

Kleinbeeld (ook wel kleinbeeldformaat), of full-frame in de digitale fotografie, is een opnameformaat met een hoogte van 24 mm en een breedte van meestal 36 mm. Met het begrip kleinbeeld wordt zowel een type camera, als een type film en ook een type sensor aangeduid. Kleinbeeldfilm wordt ook aangeduid als 135-film.
Tot aan de opkomst van de digitale fotografie was kleinbeeld de meest gebruikte film in de consumentenmarkt. Ook, in de digitale fotografie worden digitale camera's steeds vaker met een sensor op full-frameformaat uitgerust, alhoewel kleinere APS-C-sensoren de boventoon voeren.
Een kleinbeeldcamera is een fotocamera die opnamen maakt van 24 bij meestal 36 mm. De opname kan gemaakt worden met een sensor (als het een digitale camera betreft) of op 35 mm brede geperforeerde film. Een strook film wordt gewoonlijk geleverd in een lichtdichte patroon (ook wel cassette of cartridge genoemd) en biedt volgens de fabrikant meestal plaats aan 12, 24 of 36 opnamen. Is het beeldformaat smaller, dan kunnen er meer opnames worden gemaakt. Na elke belichting wordt de film 38 mm (8 perforaties) verder getransporteerd, gewoonlijk met getande wieltjes (sprockets) in de filmbaan van de camera. Bij nieuwere camera's gebeurt dit veelal motorisch.
Na het maken van de opnamen wordt de film teruggespoeld in de cassette. Ook komt voor dat de film eerst in zijn geheel naar de opwikkelspoel wordt getransporteerd en dat de strook vervolgens bij elke opname een stukje terug in de patroon wordt gespoeld; dit is veiliger als de camera per ongeluk geopend wordt.
Er zijn ook kleinbeeldcamera's die een beeldformaat hebben van 33 bij 24 mm (Belplasca, 7 perforaties), 23 bij 24 mm (Realist, 5 perforaties) en zelfs 18 bij 24 (halfkleinbeeld, 4 perforaties). De View-Master-camera's hebben een beeldbreedte van 11 mm (2,5 perforatie). Deze camera's hebben meer de afmeting van de tegenwoordige compactcamera's. De Hasselblad XPan (pan staat voor panorama) en enkele andere panoramacamera's gebruiken ook kleinbeeldfilm maar belichten een breder stuk dan 36 mm.

## Geschiedenis
Het formaat is in 1912 ontwikkeld door Oscar Barnack voor de Leitz-camerafabrieken als compact alternatief voor de toen gangbare 6 cm-rolfilm. Hij gebruikte de 35mm-film die toen al door de filmindustrie voor bioscoopfilms gebruikt werd, maar legde het beeld in lengterichting, zodat er twee keer zoveel beeldoppervlak beschikbaar kwam. De eerste kleinbeeldcamera, de Leica, kwam pas in 1924 op de markt.